# 마에다씨
마에다 씨(일본어: 前田氏 마에다시[*])는 일본의 씨족이다. 센고쿠 시대에 오와리국의 호족 마에다씨가 대두하여 에도 시대 100여 만석의 다이묘일가로 성장하였다.

## 미노 마에다가
미노국의 슈고 다이 마에다 일가는 후지와라노 도시히토의 아들 후지와라노 노부모치를 조상으로 두고있다. 그의 자손으로는 도요토미 정권의 오봉행 중 한명인 마에다 겐이가 있다.

## 가가 마에다가
오와리국 아이치군의 호족 마에다 도시마사의 4남 도시이에가 오다 노부나가에게 사관하여 공적을 세우고 노토국을 영지로 한 다이묘가 된다. 후에 도시이에의 딸 고히메는 도요토미 히데요시의 양녀가 되며 우키타 히데이에의 정실이 된다. 도요토미 정권에는 오대로 중 한명이 되어 가가국과 엣추국을 가증받았고 도시이에의 장남 도시나가는 세키가하라 전투에서 도쿠가와측에 속해 부친 사후보다 영지가 더 늘어나게 되어 에도 시대의 마에다 가는 119만석 대다이묘(가가번)의 지위에 오른다. 이러한 상황에 도시이에의 서자(4남) 도시쓰네는 에도 막부 쇼군 도쿠가와 히데타다의 차녀 다마히메와의 혼인으로 마에다 가의 가격은 더욱 높아졌고 이후의 마에다 가 당주들은 고산케, 고카몬과의 혼인관계를 맺게 된다.
가가번 마에다가의 분가로는 도시쓰네의 차남 도시쓰구를 조상으로 하는 도야마번(10만석) 가문, 3남 도시하루를 조상으로 하는 다이쇼지번(7만석) 가문, 도시쓰네의 동생 도시타카를 조상으로 하는 나노카이치번(1만석) 가문, 도시나가의 동복동생 도시마사의 가계인 도사노카미가(도시이에의 정실 마쓰의 후손)가 있다.
메이지 유신 이후 가가번 종가는 후작, 도야마번 가문은 백작, 다이쇼지번, 나노카이치번 가문은 자작, 도사노카미 가문은 남작을 수여받는다.

## 같이 보기
- 가가번
- 도야마번
- 다이쇼지번
- 나노카이치번